# Santa Marta de los Barros
Santa Marta de los Barros é um município da Espanha na comarca da Terra de Barros, província de Badajoz, comunidade autónoma da Estremadura, de área 119,7 km². Em 2021 tinha 4 094 habitantes (densidade: 34,2 hab./km²).

## Demografia
| Variação demográfica do município entre 1991 e 2004 | Variação demográfica do município entre 1991 e 2004 | Variação demográfica do município entre 1991 e 2004 | Variação demográfica do município entre 1991 e 2004 |
| --------------------------------------------------- | --------------------------------------------------- | --------------------------------------------------- | --------------------------------------------------- |
| 1991                                                | 1996                                                | 2001                                                | 2004                                                |
| 4013                                                | 4084                                                | 4157                                                | 4157                                                |